# Mauá da Serra
Mauá da Serra é um município brasileiro do estado do Paraná. Sua população, conforme estimativas do IBGE de 2021, era de 10 994 habitantes.

## História
A localidade de Mauá da Serra foi elevada à categoria de distrito pela Lei nº 8416 de 21 de novembro de 1986 e a nível de município através da Lei Estadual nº 9.272, de 24 de maio de 1990 quando foi desmembrada de Marilândia do Sul. A região provém do início dos anos 1950, de uma época em que o norte paranaense foi colonizado seguindo a plantação de café em larga escala. Mauá da Serra foi uma cidade projetada com ruas, avenidas, glebas amplas e rodovias dentro do espaço urbano, pois o projeto fazia parte da estratégia colonizadora desenvolvida naquela época.

## Geografia
A área total do município segundo o IPARDES – Instituto Paranaense de Desenvolvimento Econômico e Social é, atualmente, de 109 km², com uma área urbana de 5,3 km², o que corresponde a 4,9% do total. Observa-se, assim, que o município conta com uma extensa área rural, de 102,18 km², que representam 95,07% da área municipal total. O município está distante aproximadamente 315 km da capital do estado, Curitiba, 406 km do Porto de Paranaguá e a 90 km do aeroporto mais próximo, localizado na cidade de Londrina.

### Demografia
Quando da realização do censo de 2000 (IBGE) a população era de 6.471 habitantes, sendo que 5.344 habitantes residiam na zona urbana e 1.127 habitantes na zona rural do município.
Índice de Desenvolvimento Humano Municipal (IDH-M): 0,683
- IDH-Renda: 0,620
- IDH-Longevidade: 0,693
- IDH-Educação: 0,737

| Etnias   | %     |
| -------- | ----- |
| Branca   | 71,6% |
| Parda    | 21,8% |
| Negra    | 4,3%  |
| Amarela  | 1,4%  |
| Indígena | 0,9%  |

Fonte: Instituto Paranaense de Desenvolvimento Econômico e Social

## Clima
O clima de Mauá da Serra se encaixa no Temperado Oceânico Cfb, onde a temperatura média do mês mais quente não ultrapassa os 22 °C. A temperatura média anual é de 18,6 °C, sendo janeiro o mês mais quente com 21,3 °C e julho o mais frio com 14,7 °C.
| Dados climatológicos para Mauá da Serra | Dados climatológicos para Mauá da Serra | Dados climatológicos para Mauá da Serra | Dados climatológicos para Mauá da Serra | Dados climatológicos para Mauá da Serra | Dados climatológicos para Mauá da Serra | Dados climatológicos para Mauá da Serra | Dados climatológicos para Mauá da Serra | Dados climatológicos para Mauá da Serra | Dados climatológicos para Mauá da Serra | Dados climatológicos para Mauá da Serra | Dados climatológicos para Mauá da Serra | Dados climatológicos para Mauá da Serra | Dados climatológicos para Mauá da Serra |
| Mês                                     | Jan                                     | Fev                                     | Mar                                     | Abr                                     | Mai                                     | Jun                                     | Jul                                     | Ago                                     | Set                                     | Out                                     | Nov                                     | Dez                                     | Ano                                     |
| --------------------------------------- | --------------------------------------- | --------------------------------------- | --------------------------------------- | --------------------------------------- | --------------------------------------- | --------------------------------------- | --------------------------------------- | --------------------------------------- | --------------------------------------- | --------------------------------------- | --------------------------------------- | --------------------------------------- | --------------------------------------- |
| Temperatura máxima recorde (°C)         | 31,8                                    | 31,4                                    | 30,4                                    | 29                                      | 27,4                                    | 24,5                                    | 26,4                                    | 29,4                                    | 33,4                                    | 31,7                                    | 35                                      | 32,6                                    | 35                                      |
| Temperatura máxima média (°C)           | 26,1                                    | 26,1                                    | 25,8                                    | 24                                      | 20,9                                    | 19,4                                    | 19,5                                    | 21,9                                    | 22,5                                    | 24,5                                    | 25,4                                    | 25,4                                    | 23,5                                    |
| Temperatura média (°C)                  | 21,3                                    | 21,2                                    | 20,9                                    | 19,2                                    | 16,4                                    | 14,8                                    | 14,7                                    | 16,9                                    | 17,1                                    | 19,3                                    | 20,4                                    | 20,9                                    | 18,6                                    |
| Temperatura mínima média (°C)           | 17,6                                    | 17,9                                    | 17,4                                    | 15,9                                    | 13,8                                    | 11,8                                    | 11,4                                    | 13,3                                    | 13,1                                    | 15                                      | 16,3                                    | 17,2                                    | 15                                      |
| Temperatura mínima recorde (°C)         | 8,4                                     | 10,8                                    | 6,7                                     | 8,8                                     | −2,1                                    | −1,2                                    | −3,0                                    | 1,2                                     | 1,0                                     | 6,4                                     | 7,2                                     | 10,7                                    | −3,0                                    |
| Precipitação (mm)                       | 217,8                                   | 191,1                                   | 170,0                                   | 120,2                                   | 195,8                                   | 126,6                                   | 87,3                                    | 73,5                                    | 144,9                                   | 147,0                                   | 187,7                                   | 217,1                                   | 1 879                                   |
| Dias com precipitação (≥ 1 mm)          | 15                                      | 14                                      | 13                                      | 10                                      | 10                                      | 8                                       | 7                                       | 7                                       | 10                                      | 11                                      | 12                                      | 16                                      | 136                                     |
| Umidade relativa compensada (%)         | 78                                      | 79                                      | 76                                      | 77                                      | 76                                      | 74                                      | 70                                      | 65                                      | 66                                      | 68                                      | 70                                      | 76                                      | 73                                      |
| Insolação (h)                           | 211,3                                   | 183,1                                   | 219,3                                   | 204,3                                   | 199,0                                   | 200,5                                   | 226,1                                   | 222,2                                   | 195,9                                   | 216,1                                   | 215,0                                   | 204,8                                   | 2 497                                   |
| Fonte: IDR-Paraná                       |                                         |                                         |                                         |                                         |                                         |                                         |                                         |                                         |                                         |                                         |                                         |                                         |                                         |